# Erendis
Erendis, que en quenya significa ‘mujer solitaria’, es un personaje ficticio de la mitología creada por el escritor británico J. R. R. Tolkien. El personaje de Erendis aparece en los Cuentos inconclusos de Númenor y la Tierra Media, protagonizando la historia «Aldarion y Erendis: la esposa del marino». 
Erendis es hija de Beregar (que provenía de la casa de Bëor) y de Núneth. Tenía una belleza casi élfica, con los cabellos oscuros y los ojos grises típicos de su familia.

## Historia
Se enamoró de Aldarion, hijo del rey Tar-Meneldur de Númenor, en la celebración de la proclamación de éste como heredero. A partir de este momento pasó a formar parte del séquito de la reina Almarian. Esperó mucho tiempo a Aldarion durante sus largos viajes, pero éste no se dio cuenta del afecto que sentía por ella hasta que ella se arriesgó a llevar la oiolarië después de que el rey Meneldur se lo hubiera prohibido a las mujeres miembros de la casa real.
A la vuelta de este viaje Aldarion le regaló un diamante como muestra de gratitud. Este diamante engarzado en una redecilla de plata sería posteriormente considerado por Erendis como su regalo de compromiso. A raíz de esto Erendis fue conocida como Tar-Elestirnë (‘doncella de la frente estrellada’).
Después de algún viaje más de Aldarion, se casaron y tuvieron una hija, que se llamó Ancalimë y fue considerada la más bella de las reinas de Númenor después de Tar-Míriel. Cuando Ancalimë contaba con tan solo cuatro años, Aldarion partió, pero se demoró en exceso y Erendis nunca se lo perdonó. Se retiró a vivir a la casa blanca que Meneldur la había regalado en la región de Emerië y allí crio a su hija. 
Aldarion achacó todos los problemas de su relación con Erendis a la diferencia de linaje, pues la vida de ella era más corta al no pertenecer a la línea de Elros. Por esto, a partir de entonces, los reyes y reinas de Númenor sólo podían casarse con alguien descendiente de Elros. 
Erendis murió ahogada en el año 985 de la Segunda Edad del Sol, cuando llegó a Rómenna después de salir de incógnito desde Emerië al enterarse de la noticia de que Aldarion había vuelto a partir y sentir la nostalgia de él.